# 田口食品
田口食品株式会社（たぐちしょくひん、TAGUCHI & CO.,LTD.）は、兵庫県に本社を置く日本の洋菓子、アイスクリーム等の食品製造業者。

## 会社概要
1949年創業。アイスクリームの製造販売や、シュークリームなどの洋生菓子の製造も行っている。工場の敷地内には直売所があり、できたての商品が店頭に並んでおり、兵庫県内では相生市、たつの市、加古川市に直売所がある。
2023年3月にアメリカ合衆国ニューヨーク州の焼き菓子メーカーである「ブルックリンブランズ」を買収。

### 日本国外進出
田口食品では2016年からアイスクリームや洋生菓子の輸出を行っている。輸出は好調で、2021年時点では出荷量の1割超が輸出向けとなっている。輸出量については増加の見込みだが、日本国内では生産現場の人手不足が課題となっており、関税や輸送費といった輸出コストに加え、新型コロナウイルスの影響で輸出先国の港湾施設の稼働が急遽停止するなど、物流が不安定になっている。また、日本国内では原材料価格の値上がりなどもあり、2021年にアメリカ合衆国に製造工場に建設を決定した。
ロールケーキやシュークリームなどデザートの輸出を増やしており、23年度には38億円達しており、グループ全体の13％を占めている。
韓国と米国を皮切りに、カナダや中国、香港、シンガポール、台湾などへ輸出先を広げている。

## 業務提携の締結
2025年2月にヒロタグループホールディングス株式会社（名証ネクスト上場）の子会社である株式会社洋菓子のヒロタと業務提携を行うことを発表した。

## 代表的な製品

### ひかえめに言ってクリーム多めのシュークリーム・カスタード
「もぐナビ」のベストフードアワード2022年上半期総合大賞を獲得し、2022年9月より受賞パッケージでの販売が行われた。「かぶりついたらクリームが溢れるシュークリーム」を目標に開発された商品であり、シュー生地の中に空洞がないくらいに詰まったクリームが売りである。カスタード以外にも、カスタードとホイップのWクリームが入った「ひかえめに言ってクリーム多めのシュークリーム・カスタード&ホイップ」も販売されており、もぐナビでの評価は、こちらも高い。

### 贅沢苺ショートケーキ
『探偵!ナイトスクープ』では「絶対にキレイに取り出せないケーキ」と話題になる。依頼者の方が、ラベルに書かれている取り出し方の説明の通りにやっても、容器からどうしてもきれいに取り出せず、ぐちゃぐちゃになってしまうため、困っていた。家族には「そんなにムカつくんやったら、買わんかったらいいやん」と言われるのだが、めちゃくちゃ美味しいため、どうしてもきれいにきれいに取り出したいと探偵!ナイトスクープに依頼した。
なお、本製品は、パッケージ容器を製造容器として、通常のショートケーキの製造工程‐スポンジケーキへクリームを塗布し、フィルムを周囲に巻き付けて、フルーツ等の盛り付けや飾り付けを行うところを、逆の手順‐パッケージ容器を逆さにし、中敷きフィルムをセットし、盛り付けのフルーツ、クリームの充填からスポンジケーキで蓋をしてひっくり返す‐で製造する手法で製造されており、田口食品はこの商品製造方法の特許を取得している。

### あんバターどらやき
『サタデープラス』の「ひたすら試してランキング」の2024年1月20日放送にて「どらやき」のランキング付けが行われ、オランジェの「あんバターどらやき」が全体で3位にランクインした。チェック項目は、「あんのボリューム」「コストパフォーマンス」「生地の味」「あんこの味」「全体の味」の5項目であった。

### とろ～りカスタードエクレア
『サタデープラス』の「ひたすら試してランキング」の2023年2月4日放送にて「エクレア」のランキング付けが行われ、オランジェの「とろ～りカスタードエクレア」が全体で２位にランクインした。チェック項目は「生地の味」「チョコの味」「クリームの量」「クリームの味」「全体の味」の5項目であった。

### コロンブスのアイスたまご
全国各地で愛され続ける「地元アイス」として、コロンブスのアイスたまごがミニチュアフィギュア化され、2024年6月から全国で発売された。